# Hecajapyx vulgaris
Hecajapyx vulgaris är en urinsektsart som beskrevs av Smith 1959. Hecajapyx vulgaris ingår i släktet Hecajapyx och familjen Japygidae. Inga underarter finns listade i Catalogue of Life.